# انتخابات سراسری نیکاراگوئه (۲۰۲۱)
انتخابات سراسری نیکاراگوئه (انگلیسی: 2021 Nicaraguan general election) در ۷ نوامبر ۲۰۲۱ برای انتخاب رئیس‌جمهور، مجلس ملی و اعضای پارلمان این کشور برگزار شد.
رئیس‌جمهور دانیل اورتگا از جبهه آزادی‌بخش ملی ساندینیستا. در ژوئن ۲۰۲۱، پنج نامزد احتمالی مخالف برای انتخابات ریاست‌جمهوری را دستگیر کرد شامل کریستیانا چامورو باریوس، آرتورو کروز جونیور، فلیکس مارادیاگا، خوان سباستین چامورو و میگل مورا. سپس در ماه ژوئیه، مداردو مایرن و نوئل ویداره، نامزدهای انتخاباتی نیز دستگیر شدند، و لوئیس فلی و ماریا آسونسیون مورنو به دلیل تهدید به دستگیری به تبعید رفتند.
نامزدها در ۲ اوت ۲۰۲۱ ثبت نام کردند. در ۳ اوت، برنیس کوئزادا، نامزد معاون ریاست جمهوری در بازداشت خانگی قرار گرفت و رد صلاحیت شد. حزب او، شهروندان برای آزادی، و نامزد ریاست جمهوری آن، اسکار سوبالوارو، هفته بعد توسط شورای عالی انتخابات به حالت تعلیق درآمد و حزب لیبرال مشروطه‌خواه، میلتون آرسیا در اعتراض به این رفتار استعفا داد.
این انتخابات به دلیل دستگیری چهره‌های مخالف دولت قبل از روز انتخابات توسط نیروهای امنیتی، یک انتخابات ساختگی نامیده شده‌است.